# Ras Dimasse
Ras Dimasse (àrab: رأس دِيمَاس, Raʾs Dīmmās) és un cap de la costa oriental de Tunísia, al sud de la governació de Monastir. És proper a les ruïnes de Tapsos, on es va lliurar la famosa batalla entre Juli Cèsar i els pompeians. A la vora hi ha la ciutat de Bekalta.